# 大科尔茨哈根
大科尔茨哈根是德国梅克伦堡-前波莫瑞州的一个市镇。总面积16.09平方公里，总人口355人，其中男性189人，女性166人（2011年12月31日），人口密度22人/平方公里。